# Frederik Collett
Frederik Jonas Lucian Bothfield Collett, född 25 mars 1839, död 19 april 1914 i Lillehammer, var en norsk målare.
Frederik Collett var son till ämbetsmannen Johan Collett (1800–1877) och Marie Frederikke Thomason (1810–1839), och sonson till Jonas Collett. Han började på Sjøkrigsskulen, men avbröt utbildningen där för att gå till sjöss och tog styrmansexamen 1858. Under 1860-talet utbildade han sig i målning för Hans Gude i Düsseldorf i Tyskland.
Frederik Collett var ekonomiskt oberoende. Han orienterade sig från 1873 mot Paris, där han vistades under flera perioder under senare halvan av 1870-talet. Särskilt inspirerades han av verk av barbizonmålarana Camille Corot och Charles-François Daubigny, samt Émile Breton. 
Han slog soig ned i Lillehammer och blev en av de första idkarna av friluftsmåleriet i Norge. Med förkärlek sökte han karga kustmotiv, senare blev vinterlandskap i Østfold hans främsta motiv.

## Bildgalleri

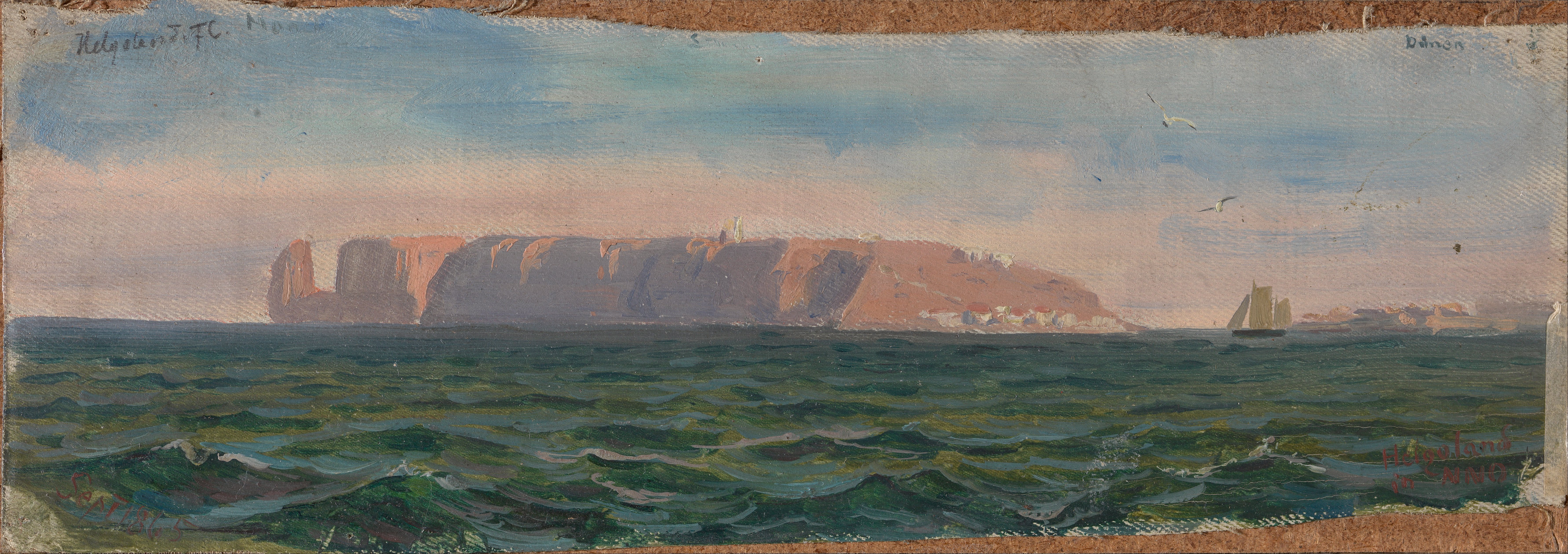
Utanför Helgoland, 1865
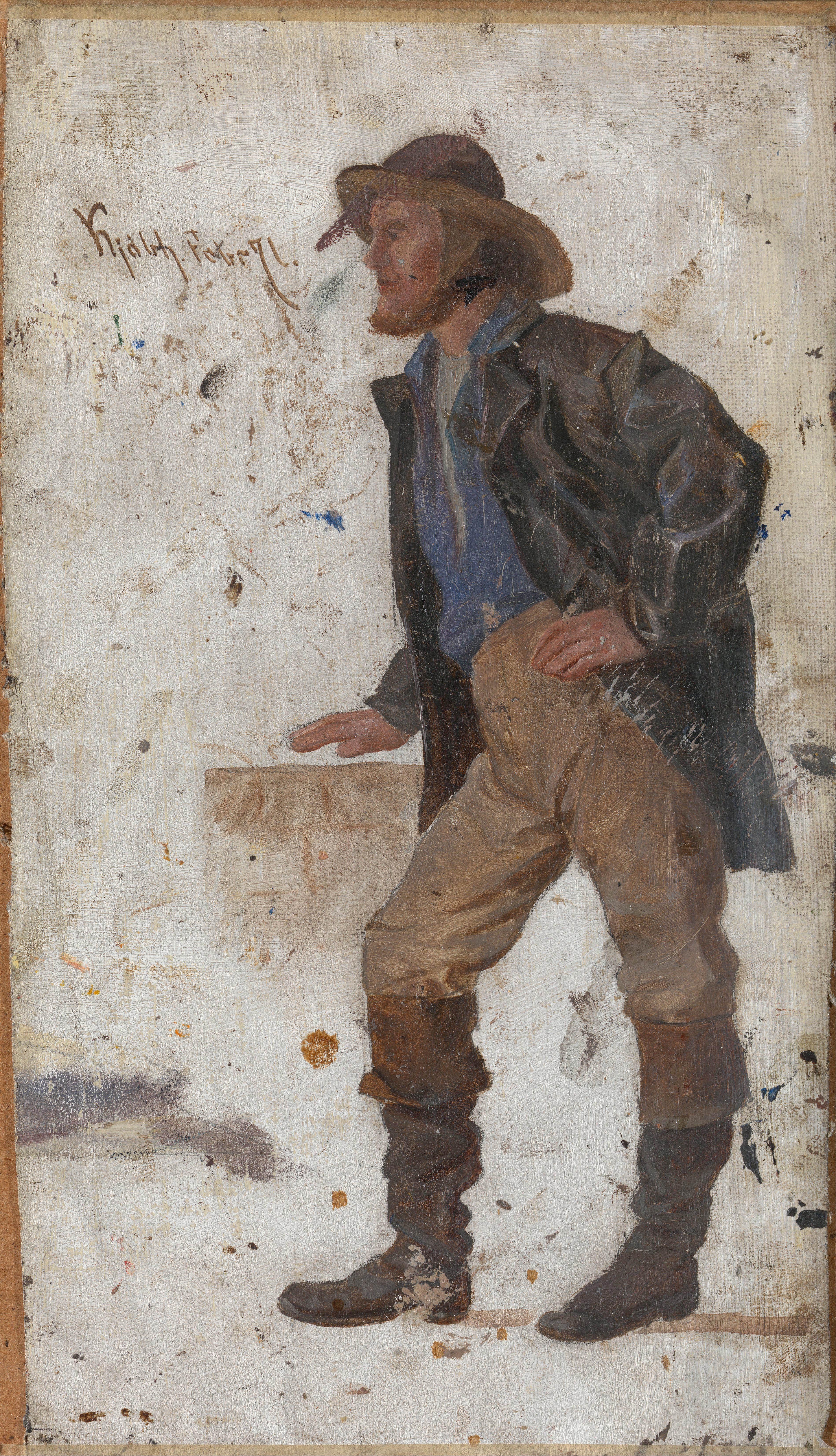
Fiskare, 1871
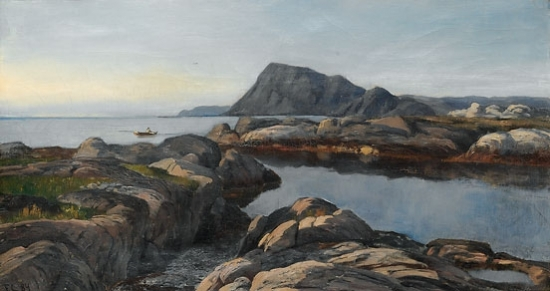
Kystlandskap med robåt, 1884
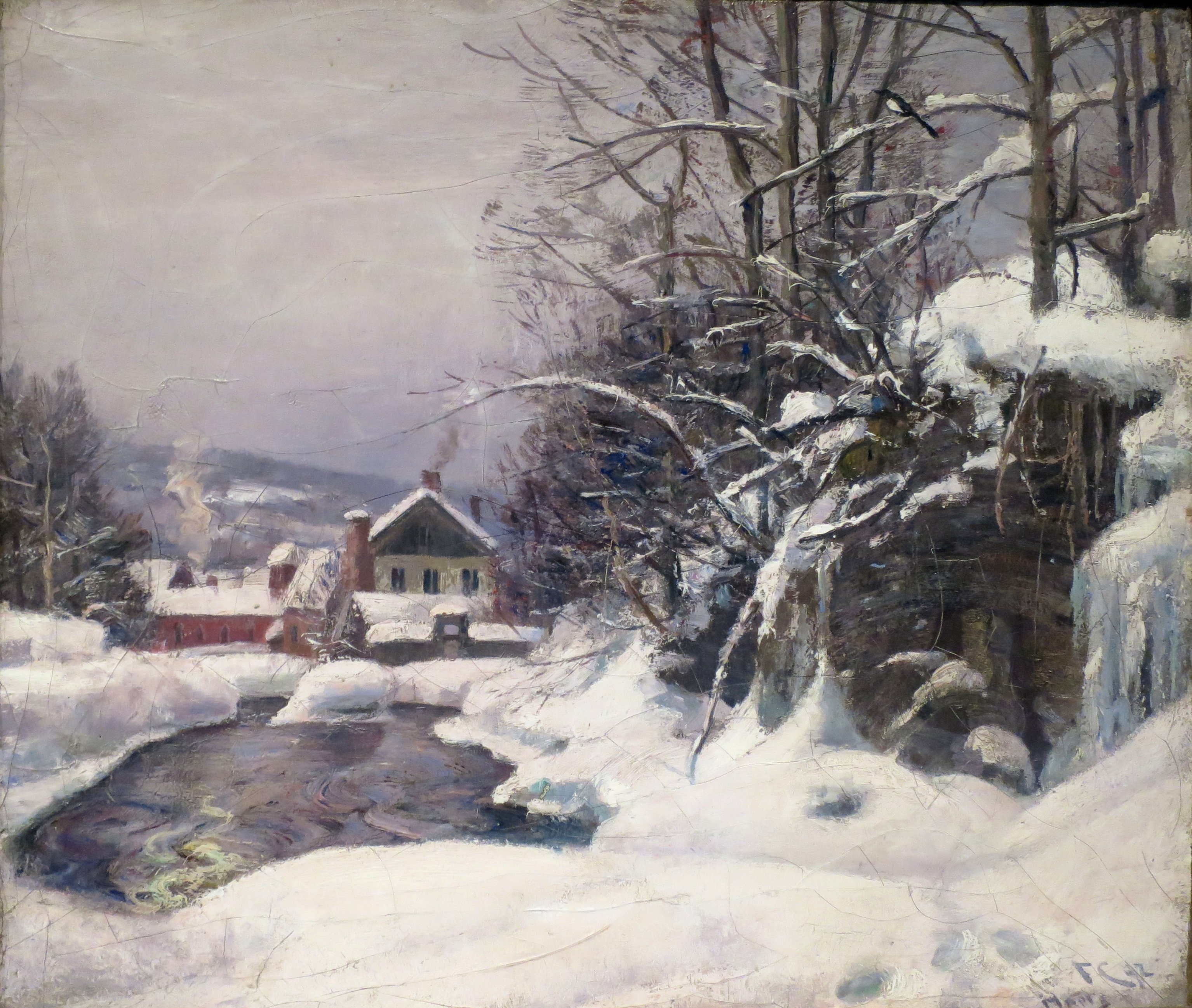
Vinter i Mesna, 1892